# 中央区立晴海西中学校
中央区立晴海西中学校（ちゅうおうくりつ はるみにしちゅうがっこう）は、東京都中央区晴海5丁目にある公立中学校。

## 概要
- 本校は、晴海地区の生徒増加により、開校した。
- 校舎は、東京オリンピック選手村跡地に建設された[1]。なお、学校施設の一部は、同時に開校した晴海西小学校と共有する。

## 沿革
- 2022年（令和4年）3月14日 - 校舎建設工事着工[2]。
- 2023年（令和5年）8月 - 標準服（制服）のデザイン決定[3]。
- 2024年（令和6年）
  - 2月29日 - 校舎完成[2]。
  - 4月1日 - 開校[4]。
  - 4月8日 - 最初の始業式挙行[4]。
  - 4月9日 - 第1回入学式挙行。
  - 12月7日 - 落成及び開校記念式典挙行し、この日（12月7日）を開校記念日と定めた[4]。
- 2025年（令和7年）
  - 3月19日 - 第1回卒業式挙行[4]。
  - 3月25日 - 最初の修了式挙行[4]。

## 通学区域
出典
- 勝どき2丁目（18番）
- 勝どき4丁目（6番）
- 勝どき5丁目（全域）
- 勝どき6丁目（全域）
- 豊海町（全域）
- 晴海3丁目（全域）
- 晴海4丁目（全域）
- 晴海5丁目（全域）

## 周辺
- 中央区立晴海西小学校 - 同一敷地内で、かつ進学前小学校。
- 東京二十三区清掃一部事務組合中央清掃工場
- 中央区晴海地域交流センター「はるみらい」（旧:ほっとプラザはるみ）
- 東京都道304号日比谷豊洲埠頭東雲町線
  - 東京都道484号豊洲有明線（環二通り）
  - 東京都道・千葉県道50号東京市川線（環二通り）
- 晴海埠頭
  - 東京都立晴海緑道公園
  - 晴海客船ターミナル
  - 東京都立晴海ふ頭公園
- 朝潮運河
- 朝潮埠頭
- 東京消防庁臨港消防署
- 警視庁月島警察署
- 晴海郵便局

## アクセス
- 都営バス「都05-1」・「都03」・「錦13」の系統で、「はるみらい前」停留所下車。
- 東京BRT「幹線ルート」・「選手村ルート」で、「B31はるみらい」停留所下車。
- 都営地下鉄大江戸線勝どき駅（A3a出口）から、徒歩18分。